# Nájera
Nájera es un municipio y localidad española de la comunidad autónoma de La Rioja. Atravesado por el río Najerilla y situado en la comarca de La Rioja Alta, cuenta con una población de 8174 habitantes (INE 2024).

## Historia
Los estudios arqueológicos señalan una densa ocupación prehistórica de los cerros que bordean la ciudad actual y de los situados en su término municipal, al menos desde la Edad del Bronce (siglos XXIII-XI a. C.). Durante la Edad del Hierro (siglos X-III a. C.) se aprecia un continuado proceso de concentración de la población que desembocará en la aparición de poblados más complejos compuestos por viviendas rectangulares parcialmente excavadas en la roca, construidas con entramados de madera y adobes (Cerro Molino). Estos poblados celtibéricos que encuentran, y a veces destruyen, los conquistadores romanos se corresponden a los pobladores berones que citan las fuentes clásicas.
Durante el periodo romano, la Nájera actual forma parte de Tritium Magallum (Tricio), localidad situada a dos kilómetros, en cuya proximidad se han encontrado abundantes alfares y restos de Terra sigillata.
Durante el periodo musulmán se levanta un castillo refugio en la cumbre del cerro que domina Nájera, plaza que será fundamental en el control de La Rioja Alta y de la frontera cristiana.
Desde principios del siglo X se menciona Nájera en las narraciones sobre las continuas luchas entre el norte y el sur, por el control y aprovechamiento de las tierras de frontera. Según algunas fuentes, a la población le dieron los árabes el nombre de Náxara (“Lugar entre peñas” o “Lugar al mediodía”) y a su río Nalia le llamaron Naxarilla. Sin embargo, según otras fuentes, la etimología de esta palabra en forma de Naggara, Naiara o Nazara se remonta a la época visigótica.

### Reino de Nájera - Pamplona, 923-1076
En 923 el rey pamplonés Sancho Garcés I, en colaboración con Ordoño II de León, conquista Nájera y la Rioja Media y Alta, que deja bajo dominio de su hijo García Sánchez con la denominación de Reino de Nájera.
Tras la destrucción de Pamplona por Abderramán III en el 924 y la muerte de su padre al año siguiente, García Sánchez traslada su residencia a Nájera, en detrimento de Pamplona. Se denomina desde entonces rey de Nájera-Pamplona. García Sánchez desarrolló una activa política de repoblación de los nuevos territorios y favoreció con cuantiosas donaciones a los monasterios de la zona, especialmente a San Millán de la Cogolla.
La misma política mantendrá durante los primeros años Sancho Garcés II (970-994), pero las campañas de Almanzor le obligarán, al igual que a su hijo García Sánchez II el Temblón (994-1004), a firmar capitulaciones y pagar tributos a Córdoba.
Sancho III fue el gran impulsor de la ciudad de Nájera, donde celebró Cortes y otorgó el famoso fuero de Nájera, origen de la legislación navarra y base del derecho nacional. Favoreció las peregrinaciones a Santiago de Compostela, estableciendo albergues y hospitales, y convirtiendo a la ciudad en punto clave de la ruta jacobea del Camino de Santiago.
Tras la muerte de Sancho III se reparte su reino entre sus hijos García el de Nájera, Fernando I de León, Ramiro I de Aragón y Gonzalo Sánchez. Se convierte Nájera en cuna de los reinos de Navarra, Castilla y Aragón, y al primogénito, García Sánchez III (1035-1054), llamado el de Nájera por haber nacido y estar enterrado en la ciudad, le corresponden los territorios patrimoniales de Nájera y Pamplona, así como la hegemonía política sobre los demás.
García de Nájera, extendió sus dominios por la Rioja Baja al conquistar Calahorra a la taifa de Zaragoza; fundó el monasterio de Santa María la Real como sede episcopal, y le dotó de numerosas propiedades. También creó la orden de caballería de la Jarra o de la Terraza, la primera de entre los reinos cristianos peninsulares; favoreció los escritorios monásticos de San Millán, Nájera y Albelda. Murió en la batalla de Atapuerca en lucha contra su hermano Fernando I de León, en septiembre de 1054.
Le sucede Sancho IV el de Peñalén (1054-1076), que culmina las obras de Santa María la Real. En 1067 se celebra en el monasterio el concilio en el que se acuerda la sustitución del rito mozárabe por el romano. Unido a su primo Sancho Ramírez de Aragón, hizo frente a los intentos anexionistas del rey de Castilla. En junio de 1076, Sancho IV es asesinado por su hermano Ramón en Peñalén, actual Funes. Los conflictos que provoca este acontecimiento desembocan en la división del reino. La parte navarra quedó anexionada al Reino de Aragón. Se pone fin de este modo al llamado "Reino de Nájera". Poco después, Nájera, Calahorra y otros lugares fronterizos fueron incorporadas al reino de Castilla por Alfonso VI de León, que alegaba derechos hereditarios y la tuvo Diego López I de Haro hasta 1113 en que Alfonso I de Aragón, esposo de Urraca I desposee a este de la tenencia de Nájera y pone en su lugar a Fortún Garcés Cajal, que la tendrá entre 1113 y la muerte del rey de Aragón.

### Otros sucesos
La integración en Castilla no supone, sin embargo, la pérdida de prestigio y peso político de Nájera. La ciudad jugará un papel importante en la vida política y económica castellana y será escenario de notables acontecimientos.
El 1 de mayo de 1218, doña Berenguela, apoyada por Lope Díaz II de Haro, cede la corona de Castilla a su hijo Fernando III, el Santo. La coronación tiene lugar en Nájera, en el punto del paseo de San Julián señalado por el correspondiente monumento conmemorativo, donde anualmente la ciudad festeja el hecho.
Nájera se vio envuelta en la lucha fratricida entre Pedro I, el Cruel, y Enrique de Trastámara. Uno de los enfrentamientos armados más sangrientos fue la batalla de Nájera. El 3 de abril de 1367, Pedro I, apoyado por las tropas inglesas mandadas por el Príncipe Negro, derrota contundentemente a Enrique II. La ciudad sufre una dura represión que acentuará la fama de crueldad de Pedro I.
Juan II de Castilla la honró con el título de ciudad en 1438.
Enrique IV de Castilla le concedió el apelativo de “Muy Noble y Muy Leal” en 1454. En 1465 Enrique IV hace la donación de la ciudad de Nájera, de su castillo y fortaleza, a Pedro Manrique de Lara, conde de Treviño. Esta donación fue confirmada en 1482 por los Reyes Católicos, que le otorgaron además, el título de duque de Nájera. Los Manrique de Lara serán firmes partidarios de Isabel la Católica y posteriormente de su nieto Carlos I. Así lo demuestran durante la Guerra de las Comunidades.
En el marco de las rebeliones antiseñoriales que se iban sucediendo en el país como consecuencia de la revuelta comunera en Castilla, la villa de Nájera se sublevaría de su señor el duque Antonio Manrique de Lara el día 14 de septiembre de 1520, ahorcando a un criado suyo y saqueando las casas de sus partidarios. Al mismo tiempo, el pueblo expulsó a las autoridades designadas por él y se proclamó en Comunidad. Los sublevados tampoco se olvidaron de tomar el castillo de la ciudad y de llamar en su apoyo a otras localidades que dieron también el grito de rebeldía: Navarrete, Uruñuela, Huércanos, Camprovín y Matute. El duque de Nájera se enteró de la situación al día siguiente de la sublevación, el 15.
El martes 18 de septiembre se personó a tres leguas de la ciudad con un ejército formado por los soldados que pudo reclutar en su feudo y los que recibió de parte del condestable de Castilla, de Gómez de Butrón y de otros parientes suyos. Al principio, el duque envío un emisario a la ciudad con el fin de negociar la rendición de los rebeldes, manifestando que sería clemente. Los vecinos de Nájera no aceptaron sino que dispararon la artillería contra las fuerzas del duque. Un nuevo intento de conciliación fue realizado por el corregidor y cuatro regidores de Logroño, pero en lugar de ser atendidos sus pedidos estuvieron al borde de la muerte.
Ante la obstinación y la resistencia que mostraban los sublevados de Nájera, el duque ordenó entrar a la ciudad y combatirlos. Como consecuencia de esto se desató un feroz saqueo por parte de los atacantes, sin que lo pudiese evitar el duque. Del combate solo hubo dos muertos, pero otros cuatro individuos, entre ellos el bachiller Castillo, serían ejecutados inmediatamente por su participación en la rebelión. En cambio, los daños materiales que recibió la ciudad fueron mayores, ya que se valoraron en nada más ni nada menos que 70 000 ducados. El 22 de septiembre el duque partió hacia Pamplona, dejando en Nájera y en los alrededores, por precaución, sesenta soldados y una capitanía de caballería.
Nájera recibió la visita de Carlos I en 1520, 1523 y 1542, y de su hijo Felipe II en 1592, de paso para las Cortes de Aragón en Tarazona.
Según el libro publicado en el año 1672 titulado Parte del Atlas Mayor o Geographia Blaviana Que contiene las Cartas y Descripciones de Españas, Nájera contaba entonces con 1000 vecinos divididos en tres parroquias, poseía tres conventos de frailes y uno de monjas además de feria cada 29 de septiembre.
Durante la Guerra de la Independencia Española contra las tropas de Napoleón fue ocupada por los franceses, que confiscaron bienes e impusieron fuertes contribuciones a los najerinos, saqueando cuanto de valor material y artístico hallaron en la ciudad, especialmente en Santa María la Real.
En 1790 Nájera fue uno de los municipios fundadores de la Real Sociedad Económica de La Rioja, la cual era una de las sociedades de amigos del país fundadas en el siglo XVIII conforme a los ideales de la ilustración.
El 13 de noviembre de 1844 Martín Zurbano se subleva en Nájera contra el gobierno moderado de Narváez y a favor de Espartero, liderando una partida de ochenta hombres. La acción fracasó y acabó con su fusilamiento.

## Demografía
Cuenta con una población de 8174 habitantes (INE 2024).
| Gráfica de evolución demográfica de Nájera entre 1842 y 2021                                                        |
| |
| Población de derecho según los censos de población del INE Población de hecho según los censos de población del INE |

## Economía
Se la considera la ciudad del mueble, debido a las numerosas empresas especializadas en este sector. En Semana Santa, se celebra la Feria del Mueble, el evento ferial mueblístico más importante del norte de España dirigido al público en general.

## Administración y política
| Periodo   | Nombre                                          | Partido        |
| --------- | ----------------------------------------------- | -------------- |
| 1979-1983 | José Luis Sáez Lerena                           | UCD            |
| 1983-1987 | Jesús López Sáenz                               | Independientes |
| 1987-1991 | Justino Carmelo Maeztu Arenzana                 | CDS            |
| 1991-1995 | José Domingo Mínguez/ Ángel Martínez Arenzana   | PP/ PSOE       |
| 1995-1999 | Ángel Martínez Arenzana                         | PSOE           |
| 1999-2003 | Antonio García Manzanares/Marta Martínez García | PP             |
| 2003-2007 | Marta Martínez García                           | PP             |
| 2007-2011 | Marta Martínez García                           | PP             |
| 2011-2015 | Marta Martínez García                           | PP             |
| 2015-2019 | Jonás Olarte Fernández                          | PSOE           |
| 2019-2023 | Jonás Olarte Fernández                          | PSOE           |
| 2023-act. | Jorge Salaverri Galarreta                       | PP             |

### Evolución de la deuda viva
El concepto de deuda viva contempla sólo las deudas con cajas y bancos relativas a créditos financieros, valores de renta fija y préstamos o créditos transferidos a terceros, excluyéndose, por tanto, la deuda comercial.
| Gráfica de evolución de la deuda viva del ayuntamiento entre 2008 y 2018                             |
| |
| Deuda viva del ayuntamiento en miles de Euros según datos del Ministerio de Hacienda y Ad. Públicas. |

La deuda viva municipal por habitante en 2014 ascendía a 395,02 €.

## Monumentos y lugares de interés

### Edificios y monumentos

#### Monasterio de Santa María La Real

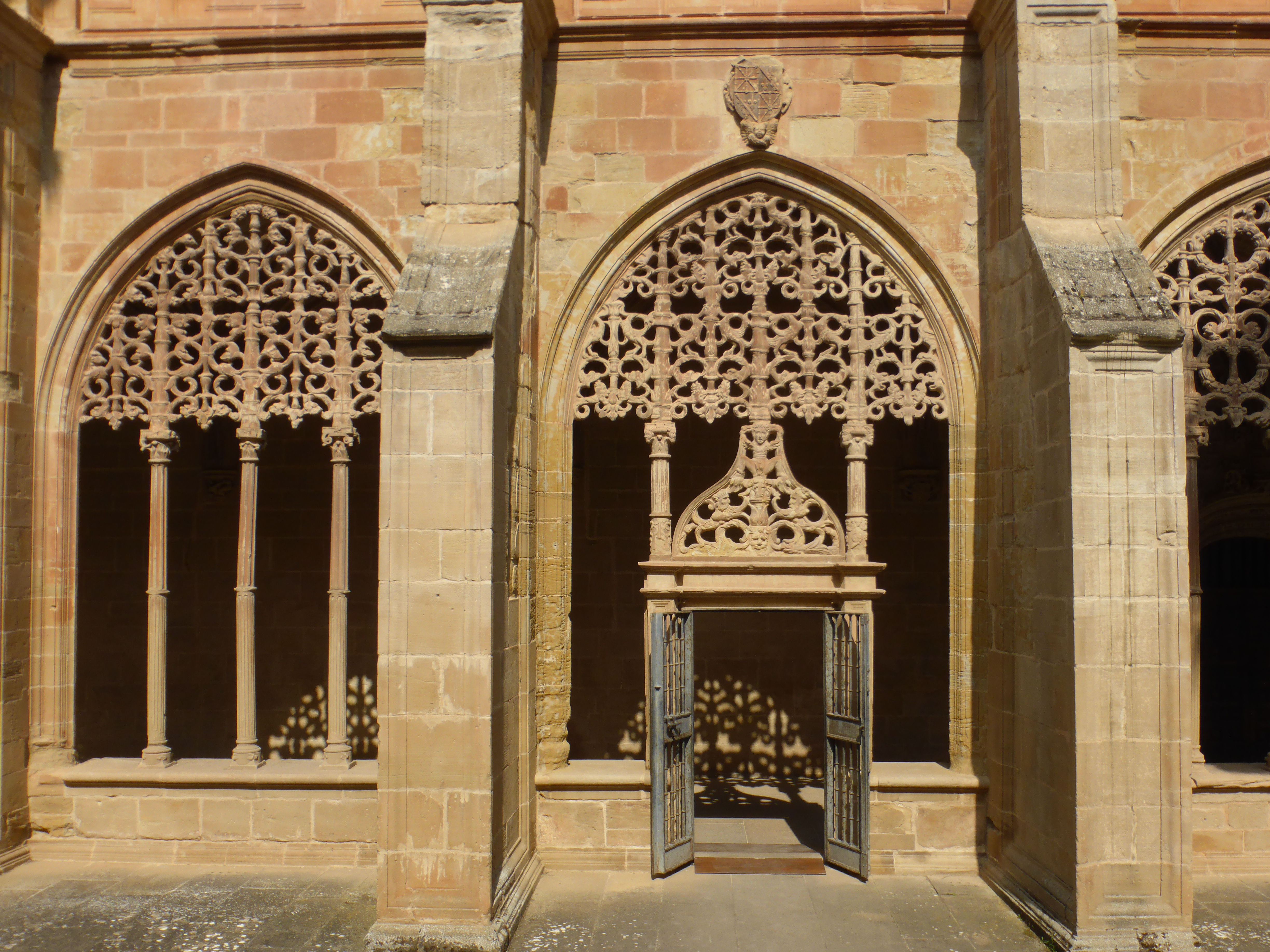
Claustro de los Caballeros del monasterio de Santa María la Real.

Fue mandado construir por el rey García Sánchez III de Pamplona como sede episcopal y como futuro panteón real para su familia. Comenzó a construirse tras la conquista cristiana de Calahorra en 1045, y fue consagrada en 1052 sin haberse concluido las obras. De esta primera construcción solo se conserva la cueva de la Virgen y algunos sepulcros. En 1435 comienza a construirse la iglesia actual que sería terminada en 1516.
Desde su construcción hasta 1079 es atendida por el clero secular. A partir de entonces Alfonso VI de Castilla la incorpora a la Orden de Cluny hasta 1513 en la que pasa a depender de la Congregación de San Benito de Valladolid hasta su abandono por la desamortización de 1835. En 1895 una orden Franciscana decide instalarse en el monasterio.
En 1889 es declarado Monumento Nacional.

#### Iglesia de la Santa Cruz

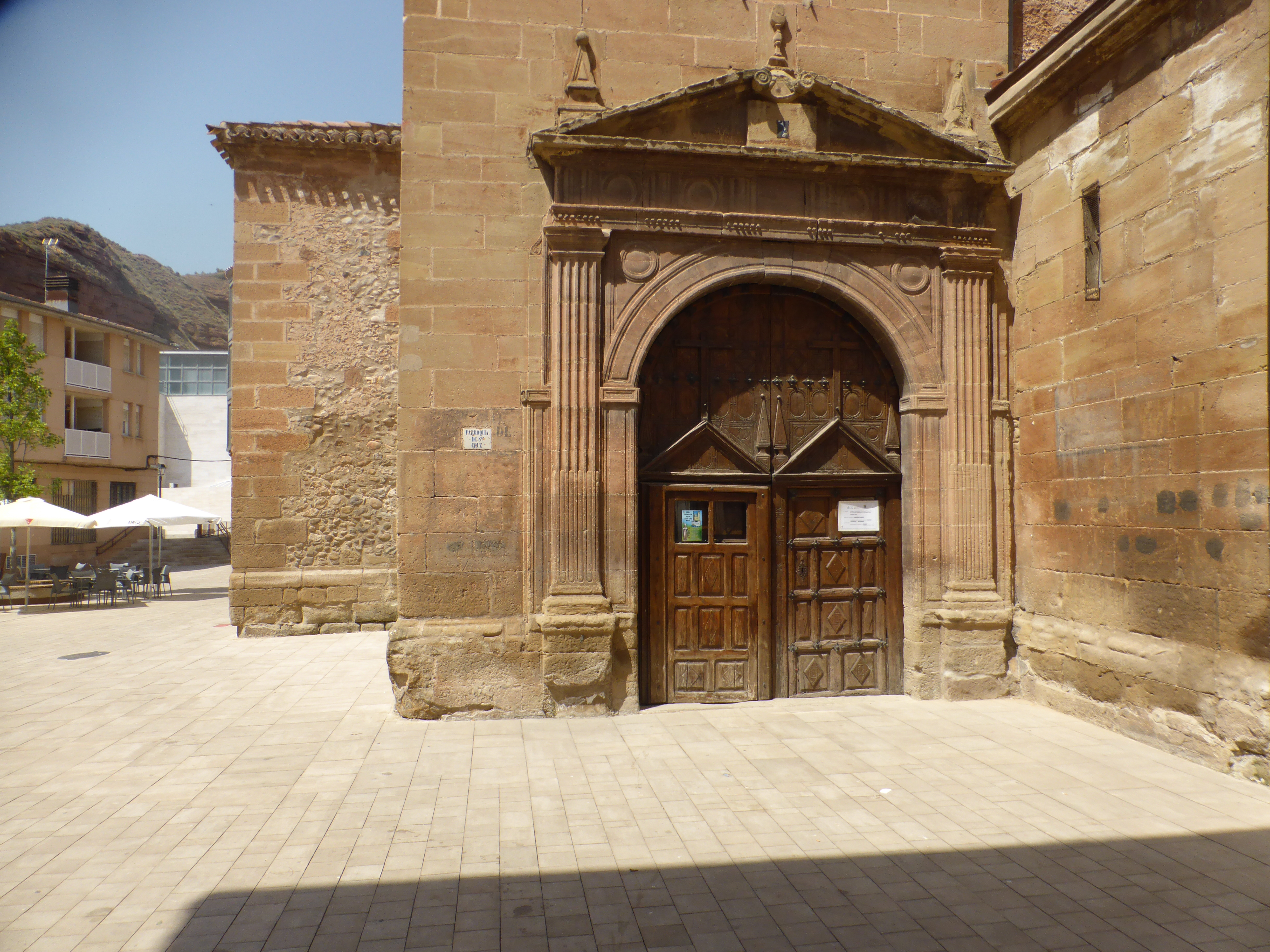
Portada de la iglesia parroquial de la Santa Cruz.

La denominación adecuada es Real Capilla y Parroquia de la Santa Cruz. Declarada monumento histórico-artístico, de carácter nacional, en virtud del Real Decreto 2882/1983 del 21 de septiembre (B.O.E. del 17-XI-1983).
La primitiva parroquia de la Santa Cruz se fundó en 1052 y estuvo situada en una capilla dentro del monasterio de Santa María La Real hasta su separación en 1230 por un decreto del papa Honorio III. La actual iglesia fue consagrada en 1611.
El arquitecto Juan de Raona le adosó una cúpula semiésferica sobre pechinas, rematada por una linterna con cuatro ventanas. En 1936 y 1939 sufrió serios desperfectos, tras lo cual fue reconstruida en 1940. El templo es una sólida construcción en piedra de sillería y consta de tres naves, con varios retablos neoclásicos y diversas tallas y lienzos. En la sacristía destaca un Cristo gótico del siglo XIII, y se guardan, además, otras tallas, lienzos y ropa litúrgica de los siglos XIV, XVI y XVII.
Es la sede de la Cofradía de la Santa Vera Cruz de Nájera, la única cofradía que procesiona en Nájera durante la Semana Santa.

#### Convento de Santa Elena
Convento de clausura de Clarisas. Fue construido a mediados del siglo XVI por orden de doña Aldonza Manrique de Lara, hija de Pedro Manrique III de Lara primer duque de Nájera, aunque los restos más antiguos que se conservan son de principios del siglo XVII.

#### Capilla de la Madre de Dios.
Situada junto al convento de Santa Elena, fue mandada construir por Rodrigo Jiménez de Cabredo como lugar de enterramiento para él y su familia.
Todavía hoy sigue siendo propiedad de los herederos del fundador, y no está abierta al público.

#### Castillo de la Mota
En el cerro de la Mota se encuentran las ruinas de un castillo de origen musulmán, del que solo perduran el foso y un muro. El castillo fue conquistado en el 923 por el rey Sancho Garcés I de Pamplona, en colaboración con Ordoño II de León. Jugó un importante papel durante la batalla de Nájera (1367) en el marco de la primera guerra civil castellana (1351-1369). A mediados del siglo XVII el castillo estaba ya en ruinas.

#### Alcázar
El alcázar estaba situado entre el castillo y el casco urbano. Probablemente fue construido a la par que el castillo. Además de ser un elemento defensivo, sirvió de residencia real y palacio ducal. Quedó abandonado a finales del siglo XVI. En el siglo presente se están haciendo excavaciones que han sacado abundantes restos a la luz, entre ellos interesantes mosaicos.

### Museos
- Museo Najerillense: dedicado a colecciones de Arqueología, Etnografía y Arte.

### Jardín Botánico de la Rioja
El Jardín Botánico de La Rioja está ubicado en Hormilla, entre Nájera y Santo Domingo de la Calzada, en el km 32 de la carretera nacional N-120 (A12) entre Burgos y Logroño. Dispone de diversas colecciones que se van enriqueciendo cada año. Unas tienen carácter divulgativo y otras científico, por lo que no todas se encuentran expuestas.

## Cultura

### Fiestas
- 19 de marzo, san José artesano, patrón del gremio maderero.
- Semana Santa: Se realizan procesiones a cargo de la cofradía de la Santa Vera Cruz. Además se realiza la Feria del mueble, con gran afluencia de visitantes.
- 28 de abril san Prudencio, patrono de la ciudad.
- El 1 de mayo se conmemora la proclamación de Fernando III el Santo como rey de Castilla en 1218. Se celebra durante el puente de mayo un gran mercado medieval.
- 13 de junio. Se festeja san Antonio. Con un ensayo de las vueltas de san Juan y san Pedro
- Del 24 al 30 de junio. Fiestas en honor de san Juan y de san Pedro. El acto más multitudinario son "Las Vueltas". Estas fiestas terminan el 30 de junio, "San Pedrito", con el tradicional entierro de "La Venancia".
- Del 15 al 18 de septiembre. Fiestas en honor de san Juan Mártir y de S.ª María la Real. Son las fiestas grandes de Nájera, donde se realizan festejos taurinos, orquestas, actividades para los más pequeños..etc.
- Fin de semana más cercano al 29 de septiembre. Ferias de san Miguel. Tradicional feria de maquinaria agrícola y ganadera. La feria se inaugura el viernes al mediodía y concluye el domingo.
- Último domingo de noviembre. Se realiza el festival del pimiento riojano.

### Deporte
El equipo más representativo de la ciudad es el Náxara Club Deportivo, de fútbol, refundado en 1966.
Existe también, el Club Baloncesto Nayara, la Asociación Baloncesto Najerilla, el Club Patín Nájera, la Asociación de Caza y Pesca, la Escuela de Voleibol, Kin-ball, dos equipos de fútbol sala, uno de ellos, en categoría nacional.
Cada 31 de diciembre por la tarde se disputa la carrera popular Carrera de San Silvestre. Patrocinada por la Peña Juventud.

### Asociaciones
Hay numerosas asociaciones culturales de diversos campos de actividad:
- Cine Club Hexágono: Referida al ámbito del cine fue fundada en 1975.
- Orquesta de Plectro La Orden de la Terraza. Fundada en 1974, es una formación musical con proyección internacional.